# Chionaema treadawayi
Chionaema treadawayi là một loài bướm đêm thuộc phân họ Arctiinae, họ Erebidae.